# Ferdinand Lassalle
Ferdinand Lassalle (ur. 11 kwietnia 1825 we Wrocławiu jako Ferdinand Lassal, zm. 31 sierpnia 1864, Carouge w Szwajcarii, na skutek rany odniesionej w wyniku postrzału) – polityk niemiecki pochodzenia żydowskiego, myśliciel polityczny, działacz socjalistyczny i pisarz.

## Młodość
Ojciec Ferdinanda, Heyman Lassal, nazywał się początkowo Chaim Wolfssohn. Nowe nazwisko wziął od nazwy miasta, w którym chodził do szkoły rabinackiej: Loslau (dzisiejszy Wodzisław Śląski). Matką Ferdinanda była Rosalie Lassal z domu Herzfeld. Lassalle przyszedł na świat jako drugie dziecko swoich rodziców, którzy osiedlili się we Wrocławiu. Ferdinand urodził się w domu przy Karlsplatz nr 2, w budynku postawionym na miejscu zburzonego w 1814 lewobrzeżnego Młyna Siedmiu Kół stojącego nad Czarną Oławą od roku 1291.
Ferdinand już jako piętnastolatek pisał pamiętniki. Zawarł w nich swoje marzenia i zamierzenia – zrównywać szanse i działać dla ludzkości, choćby nawet dużym kosztem. Uczęszczał do szkoły handlowej (Handelsschule) we Wrocławiu, po której zdał maturę. Wbrew woli ojca, biednego rzemieślnika, chciał studiować. W efekcie wraz z matką i siostrą na jakiś czas wyprowadził się z domu. Zdał egzaminy na interesujące go studia, a taki skok społeczny był w ówczesnych czasach rzadkością. Za wypracowane stypendium poszedł więc na te studia. Najpierw we Wrocławiu, a potem w Berlinie. Mówił wtedy o współczesnych Prusach: „Wielkie więzienie pełne ludzi, rządzone przez tyranów”. Po studiach przebywał dwukrotnie w Paryżu, gdzie zmienił formę nazwiska na „Lassalle” (mniej przywodzącą na myśl etniczne korzenie) oraz poznał Heinricha Heinego.

## Działalność

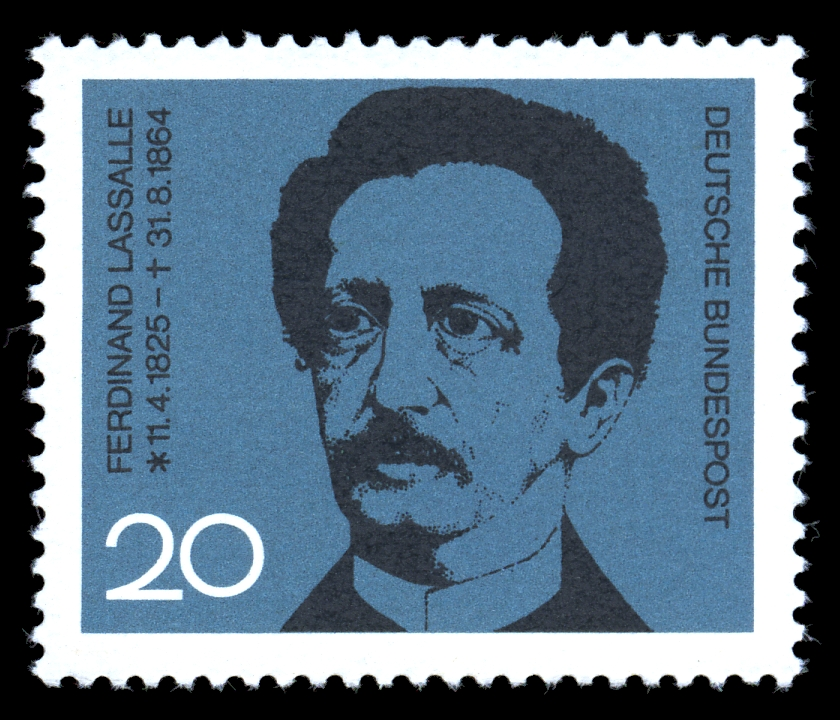
Znaczek poczty niemieckiej wydany w 1964 w stulecie śmierci Lassalle’a

Był założycielem pierwszej partii robotniczej w historii, nazywała się Powszechny Niemiecki Związek Robotniczy (w chwili śmierci Lassalle’a liczyła około 4600 członków). Uważany jest za jednego z twórców socjaldemokracji, bo odrzucał rewolucję. Dlatego w przeciwieństwie do komunistów nie podważał legitymacji systemu, tylko dążył do polepszenia życia robotników w ramach demokracji. Zagorzały zwolennik wolności, równości i sprawiedliwości społecznej. Był przeciwnikiem Marksa na scenie socjalistycznej, pomimo przyjaźni w latach młodości i podobieństw w kilku istotnych kwestiach. Poznali się już podczas studiów w Berlinie. Prowadził agitację zmierzającą do zaangażowania burżuazji w walce z junkierstwem, krytyk marksistowskiej teorii rewolucji jako drogi do socjalizmu czy też komunizmu. Wśród robotników głosił hasła walki o prawa pracownicze, przekonywał o potencjale tkwiącym w zorganizowanym ruchu robotniczym. Był zwolennikiem socjalnej monarchii ludowej (niem. soziale Volkskönigtum), w której król pełni rolę opiekuna klasy robotniczej. Uważał, że powszechne prawo wyborcze osiąga polepszenie bytu społecznego, poprzez ścisłe współdziałanie z państwem. Siedział w więzieniu za krytykę kanclerza Niemiec – Bismarcka i obrażanie na sali sądowej oskarżyciela, syna jednego z prawników. Krytykował stanowione przez niego prawa (m.in. konstytucję).

## Miejsce spoczynku

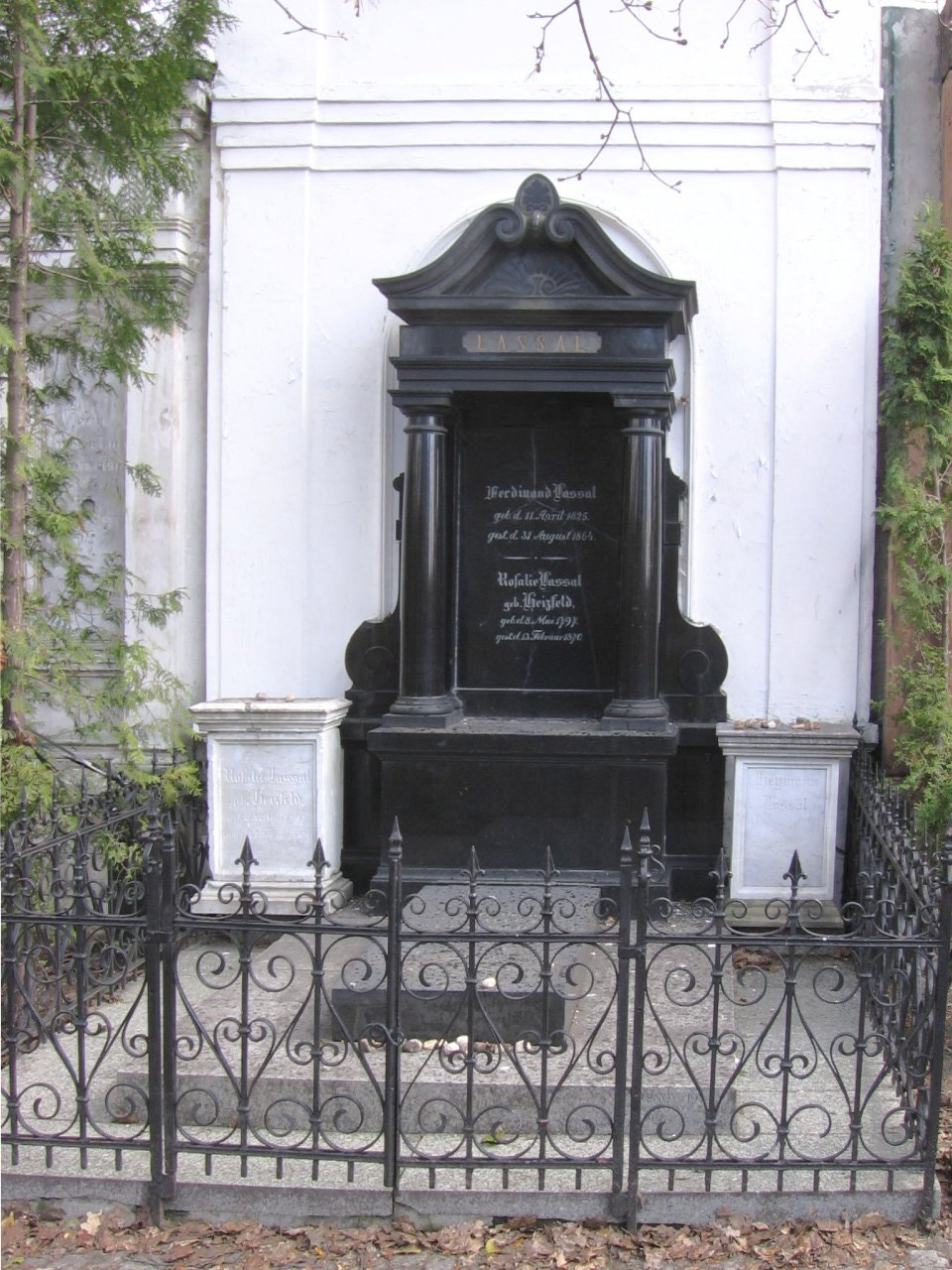
Grób F. Lassalle’a i jego rodziców

Lassalle pochowany jest na Starym Cmentarzu Żydowskim we Wrocławiu. W czasie II wojny światowej naziści zniszczyli jego grób. W 1946 Polska Partia Socjalistyczna ufundowała nowy nagrobek. Obecnie jest wspominany przez współczesne polskie partie lewicowe, co roku w kwietniu przy jego grobie odbywają się skromne uroczystości.

## Dzieła
- Die Philosophie Herakleitos des Dunklen von Ephesos, Berlin: Franz Duncker, 1858.
- Der italienische Krieg und die Aufgabe Preussens: eine Stimme aus der Demokratie, Berlin: Franz Duncker, 1859.
- Das System der erworbenen Rechte (System praw nabytych), Leipzig: 1861.
- Über Verfassungswesen: zwei Vorträge und ein offenes Sendschreiben (O istocie konstytucji), Berlin: 1862.
- Arbeiterprogramm: ueber den besondern Zusammenhang der gegenwärtigen Geschichtsperiode mit der Idee (Program robotników), Zürich: Meyer & Zeller, 1863.
- Offenes Antwortschreiben an das Zentralkomitee zur Berufung eines Allgemeinen Deutschen Arbeiter-Kongresses zu Leipzig (List otwarty do Komitetu Centralnego w sprawie powołania powszechnego, niemieckiego kongresu robotników), Zürich: Meyer and Zeller, 1863.
- Zur Arbeiterfrage: Lassalle’s Rede bei der am 16. April in Leipzig abgehaltenen Arbeiterversammlung nebst Briefen der Herren Professoren Wuttke und Dr. Lothar Bucher, Leipzig: 1863.
- Herr Bastiat-Schulze von Delitzsch, der ökonomische Julian, oder Kapital und Arbeit (Kapitał i praca, czyli Pan Bastiat-Szulce z Delicza, Julian Ekonomiczny), Berlin: Reinhold Schlingmann, 1864.
- Reden und Schriften, New York: Wolff and Höhne, n.d. [1883].
- Gesammelte Reden und Schriften, Berlin: P. Cassirer, 1919-1920.